# Dom van Stendal
De Sint-Nicolaasdom (Duits: Dom St. Nikolaus) is een laatgotische baksteenkerk aan de rand van de historische binnenstad van Stendal. Het kerkgebouw geniet vooral grote bekendheid dankzij het groot aantal laatmiddeleeuwse ramen.

## Geschiedenis
In het jaar 1188 stichtten de Ascanische graaf Otto II samen met zijn broer Hendrik van Gardelegen in het zuiden van de stad een koorherenstift. Paus Clemens III bekrachtigde op 29 mei 1188 de stichting van het stift met een oorkonde.
De beide graven hadden de bedoeling, in Stendal een bisdom op te richten, om zo de macht van de bisschop van Halberstadt in te dammen en de politieke betekenis van de Ascaniërs te versterken. Bovendien had een koorherensticht een hogere status dan een klooster. Het Chorherrenstift zou met het nieuw op te richten bisdom dan de taken van het domsticht kunnen overnemen. Met de vroege dood van Hendrik van Gardelegen vervlogen echter de plannen. Ondanks de kathedrale allure is de Nicolaasdom dus nooit een bisschopskerk geworden. In de volksmond bleef de kerk echter de titel "dom" houden.
Een tweede bouwperiode volgde vanaf 1257. De torens werden verhoogd en er werden stichtsgebouwen en een kruisgang aangebouwd. De beelden van de apostelen, de zandstenen reliëfs in het doksaal en de ronde zuilen bij het liturgisch altaar stammen nog uit deze tijd. In de periode 1423-1450 werd de dom verbouwd tot hallenkerk en werden de torens opnieuw verhoogd.
Vanaf 1540 werd Konrad Cordatus de eerste protestantse superintendent van Stendal en benoemd tot evangelisch-luthers predikant van de dom. Door blikseminslag brandden in 1660 de daken van de torens af. De 19e eeuw stond in het teken van enkele grootschalige restauraties. In verband met het 700-jarig jubileum van de dom werden in 1888 de torens voorzien van de huidige spitsen.
Tijdens de Tweede Wereldoorlog werden uit voorzorg de middeleeuwse ramen uit de kerk gehaald en in Wittenmoor geborgen. Een luchtaanval op 8 april 1945 verwoestte de gewelven van het zuidelijke dwarsschip en de westelijke vleugel en een deel van de zuidelijke vleugel van de kruisgang. Gedurende de jaren 1946-1952 werden de verwoeste delen gereconstrueerd.
In 1988 vond de viering van het 800-jarig jubileum van de Nicolaasdom plaats.

## Interieur
- Het Driekoningenaltaar in het koor werd in 1952 uit drie delen van verschillende altaren samengesteld. De beelden in de schrijn dateren uit 1420-1430 en stammen oorspronkelijke uit de Petruskerk van Seehausen; ze tonen de aanbidding van de drie heilige koningen. De vijf heiligen van de predella komen eveneens uit Seehausen en zijn van jongere datum. De vleugels met vier scènes uit de jeugd van Jezus werden van het plaatselijke museum overgenomen en ontstonden in het midden van de 15e eeuw.
- De kansel in de stijl van de late barok dateert van 1744. Het klankbord van de kansel ging verloren, alleen het aureool met daarin de duif van de Heilige Geest en engelenhoofdjes bleef bewaard en werd boven de kanselkuip aan de pijler bevestigd.
- Bijzonder zijn de 22 gebrandschilderde ramen van de Nicolaasdom in het koor, het dwarsschip en het zuidelijke deel van het zijschip. Het betreffen voorstellingen uit de heilsgeschiedenis van de geboorte tot de dood en opstanding van Christus alsmede van het leven en sterven van christelijke martelaren. Ze ontstonden in de periode 1423-1470. De ramen ondergingen in de 19e eeuw een restauratie, waarbij de ramen werden aangevuld met nieuwe glazen. Het aandeel van middeleeuws glas verschilt per raam, maar is over het geheel circa 50%. Desondanks bezit de dom, samen met de Jacobikerk, ook nu nog een van de belangrijkste verzamelingen gebrandschilderd glas uit de 14e en 15e eeuw van Duitsland. Na de Tweede Wereldoorlog werden de ramen bij de terugplaatsing iconografisch gesorteerd. De motieven van de ramen dienen van onder naar boven te worden gelezen.

## Orgel
Aan de westelijke muur bevindt zich het orgel met de barokke orgelkas uit het jaar 1671. Het instrument zelf werd in 1953 door de gerenommeerde orgelbouwer Alexander Schuke uit Potsdam gebouwd. Het bezit 56 registers (4343 pijpen) op 3 manualen en pedaal.

## Afbeeldingen

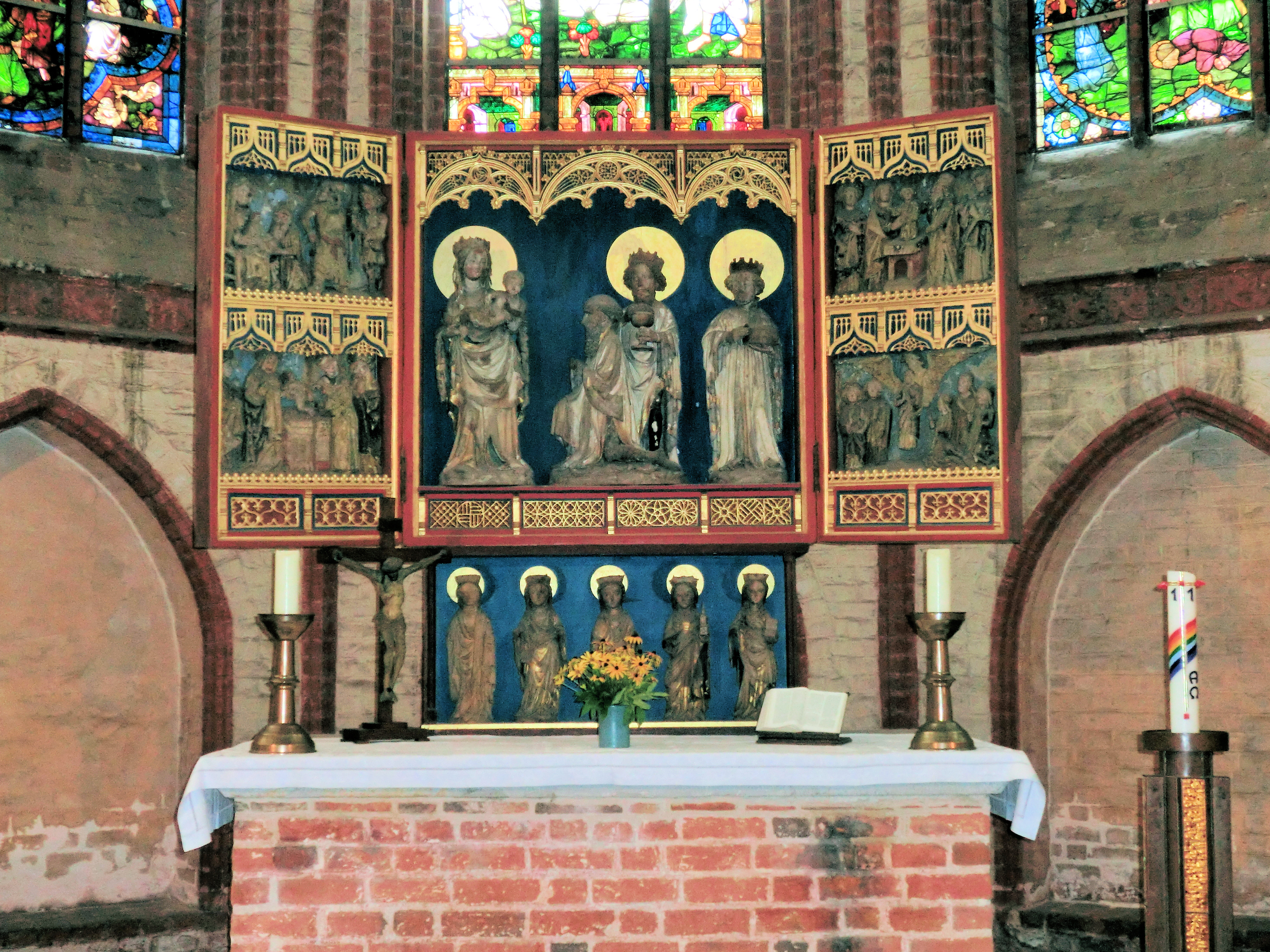
Driekoningenaltaar
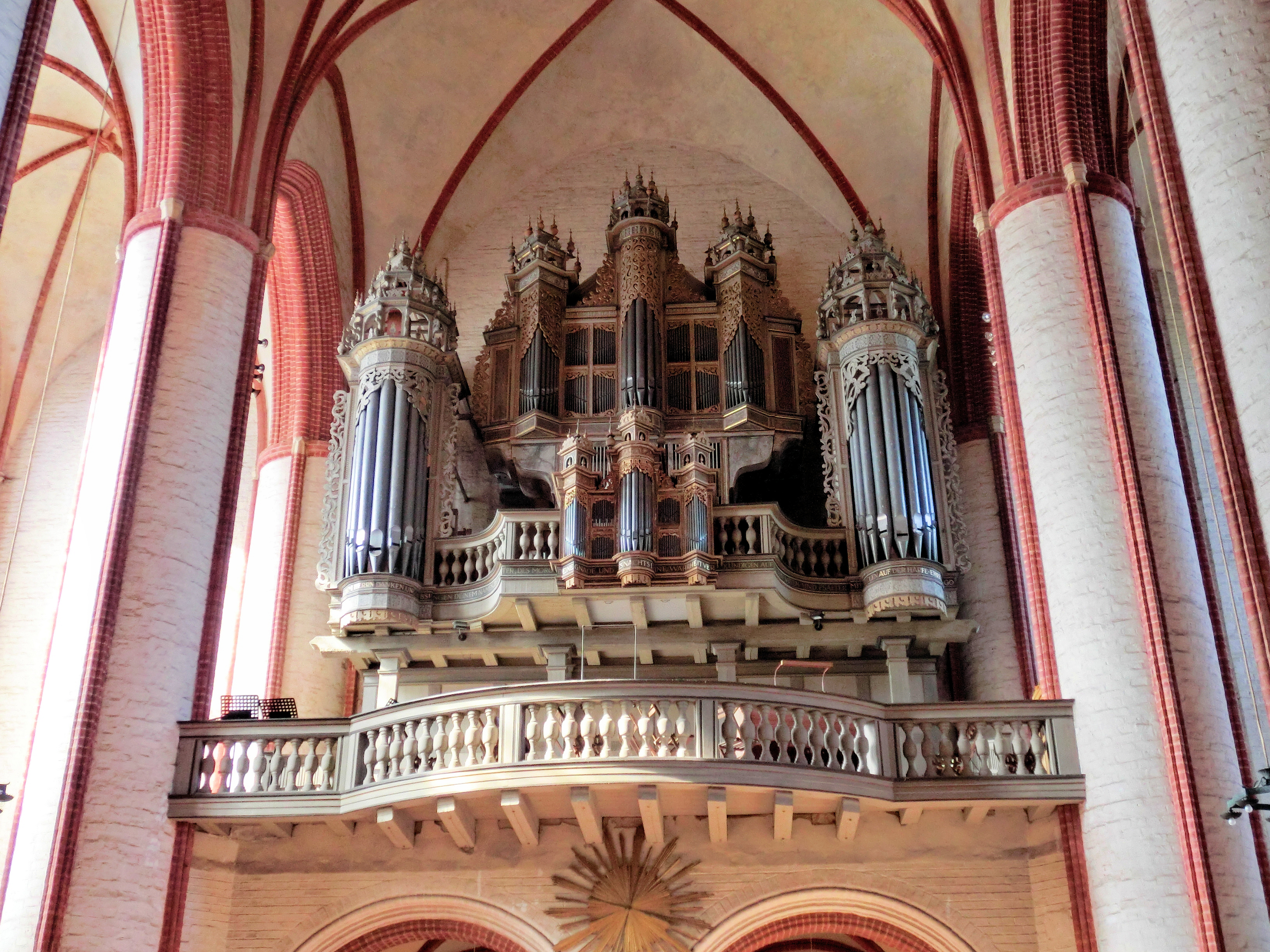
Orgel
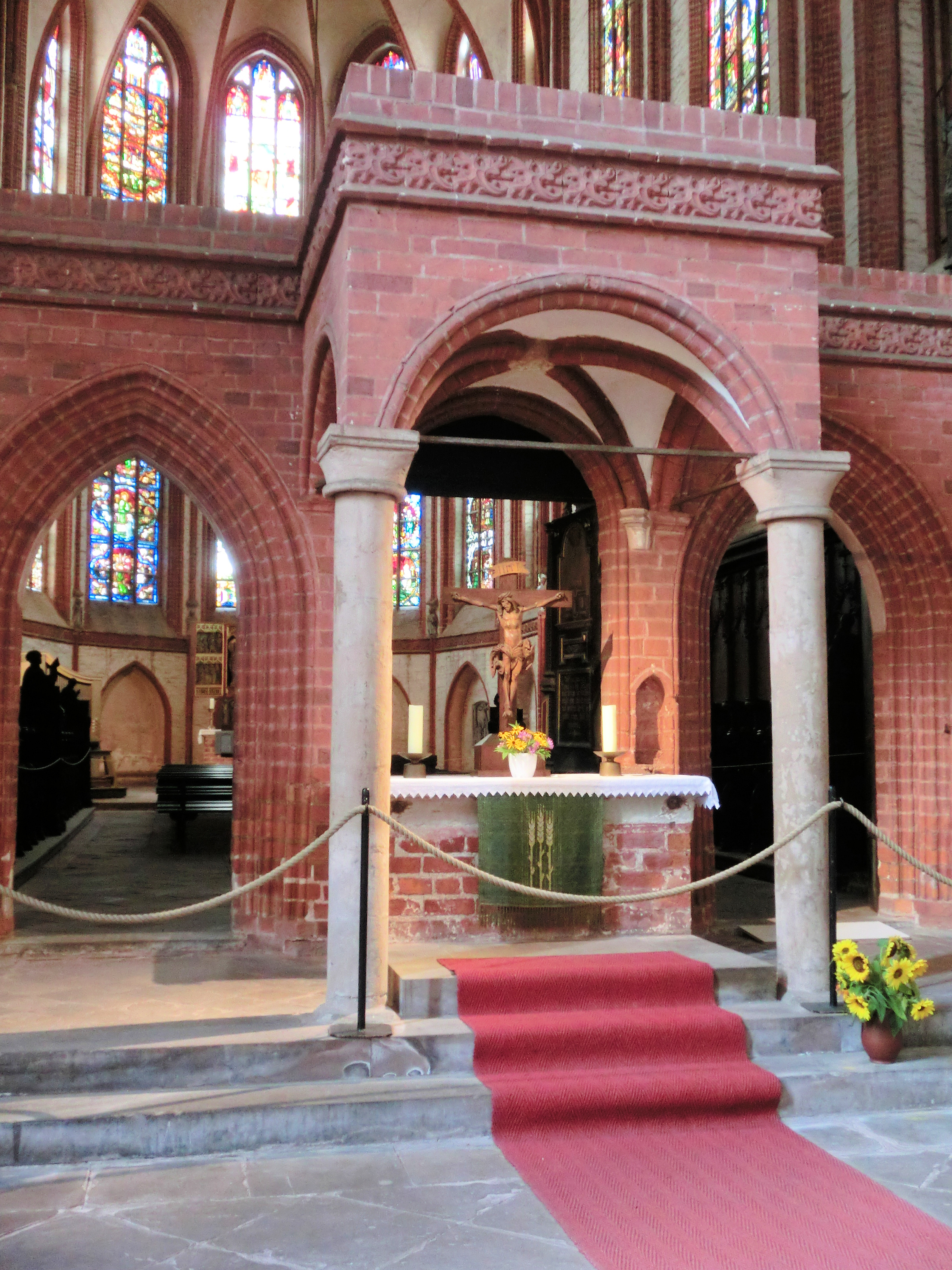
Doksaal
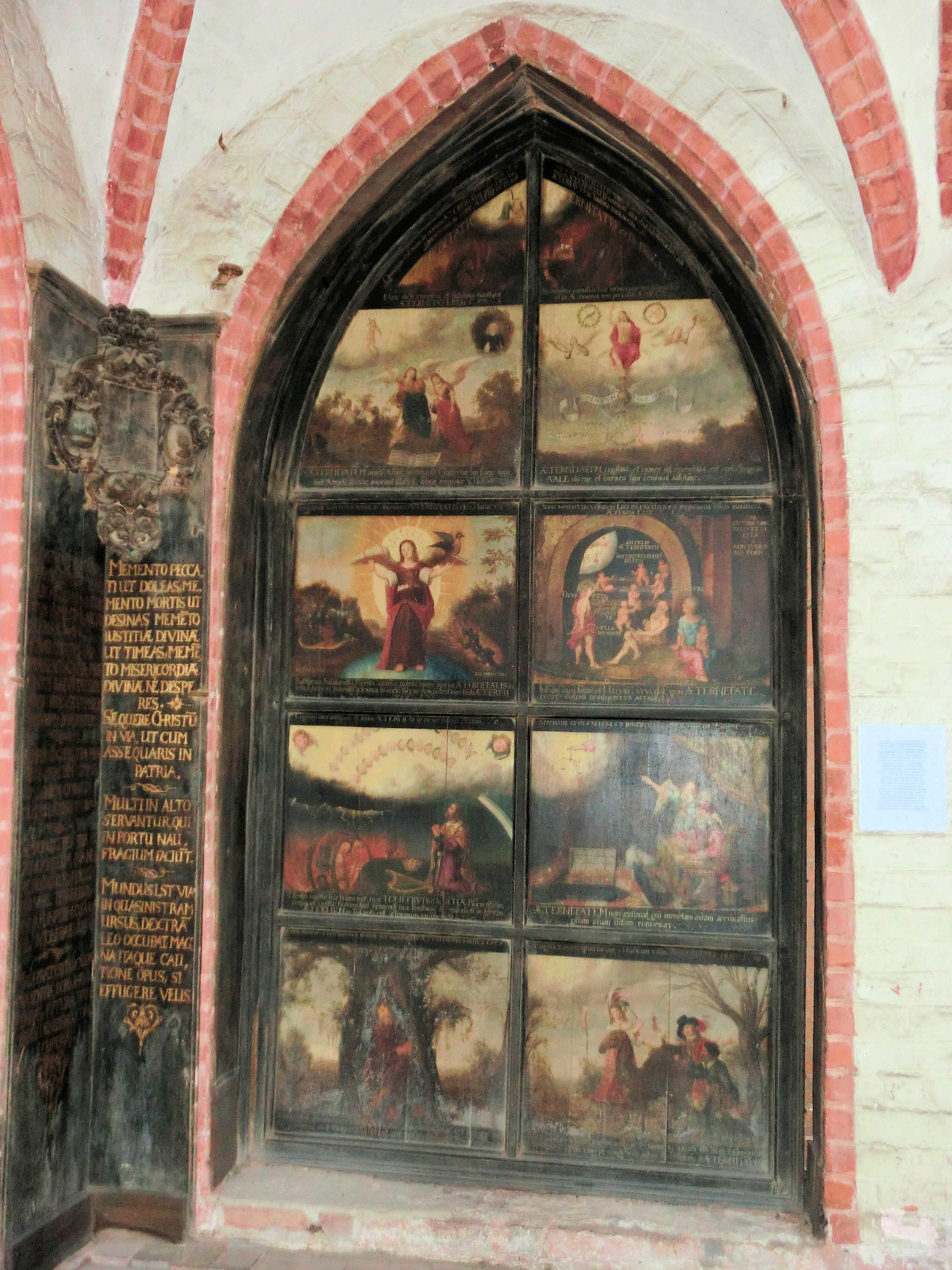
Beschilderde deur
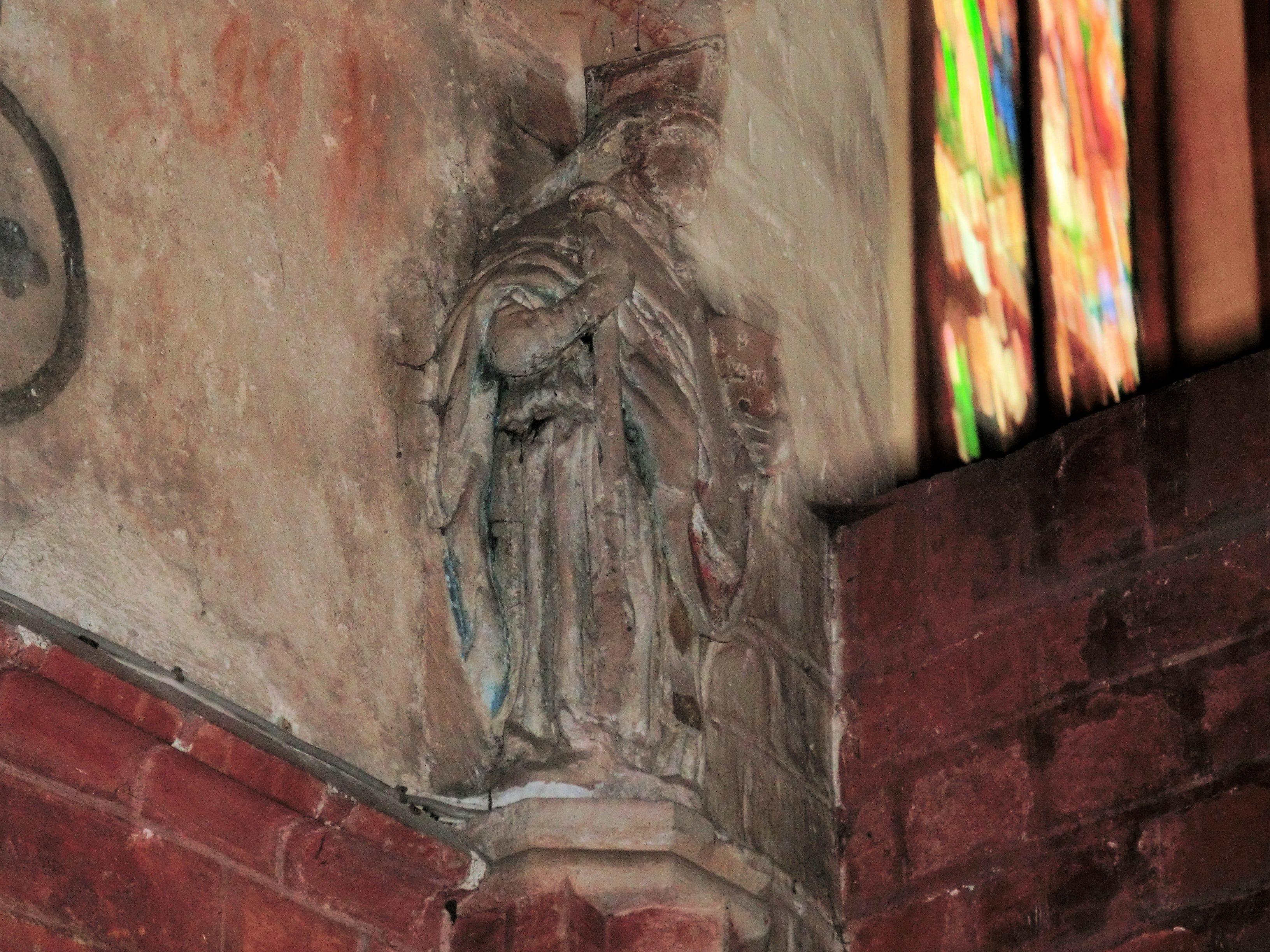
Muurbeeld

## Bron
- (de)  Evangelische Stadtgemeinde in Stendal